# Grande Otelo
Sebastião Bernardes de Souza Prata, OMC (Uberlândia, 18 de outubro de 1915 – Roissy-en-France, 26 de novembro de 1993), mais conhecido como Grande Otelo, foi um proeminente e multifacetado ator, comediante, cantor, produtor e compositor brasileiro. Considerado um dos maiores ícones da cultura popular brasileira do século XX, Otelo transcendeu os palcos dos cassinos cariocas e do efervescente teatro de revista para se consagrar no cinema e na televisão, marcando sua presença indelével na história do entretenimento nacional. Sua trajetória artística é indissociável das chanchadas, gênero cinematográfico do qual foi um dos expoentes máximos, notadamente em sua memorável parceria com Oscarito nas décadas de 1940 e 1950. Posteriormente, demonstrou sua versatilidade e profundidade dramática em filmes aclamados como a versão cinematográfica de Macunaíma (1969), consolidando sua posição como um dos mais importantes e reverenciados atores da história do Brasil.
Sua influência estende-se para além de suas performances, representando também um marco na inserção e visibilidade de artistas afro-brasileiros no cenário cultural do país, enfrentando e superando barreiras e preconceitos com seu talento singular e carisma contagiante.

## Biografia

### Década de 1920: infância, descobertas e os primeiros palcos
Sebastião Bernardes de Souza Prata nasceu em Uberlândia, Minas Gerais, em 18 de outubro de 1915, filho de Antenor Prata, um boiadeiro, e Maria das Dores de Souza, uma cozinheira. Sua infância foi marcada por adversidades: o pai faleceu vítima de um esfaqueamento quando Sebastião tinha apenas dois anos, e sua mãe lutava contra o alcoolismo. A instabilidade familiar e as dificuldades financeiras moldaram precocemente sua resiliência.
O talento para as artes manifestou-se cedo. Segundo o próprio ator, sua vida artística começou em sua cidade natal, Uberlândia, por volta de 1923 ou 1924, em um picadeiro de circo. Ele recordava com carinho essa estreia improvisada:
"Pra mim, a primeira entrada que eu fiz foi uma beleza porque eu já era assim um palhaço da cidade, com a pouca idade que eu tinha. Então naquele dia o circo encheu mais pra ver o Bastiãozinho (...). Eu tinha uns sete anos...Bastiãozinho vestido com um vestido comprido e um travesseiro no bumbum e rebolando, de braço com o palhaço. Aí todo mundo riu, todo mundo achou graça...."
Com aproximadamente oito anos, diante das dificuldades maternas, Sebastião teria sido entregue por sua mãe a Abigail Parecis, esposa do proprietário de uma companhia de teatro mambembe, a Companhia Joaquim Parecis, que o levou para São Paulo. A vida na capital paulista não foi fácil; o jovem Sebastião, inquieto e sentindo falta de um lar estável, fugiu diversas vezes, sendo recorrentemente encaminhado ao Juizado de Menores.

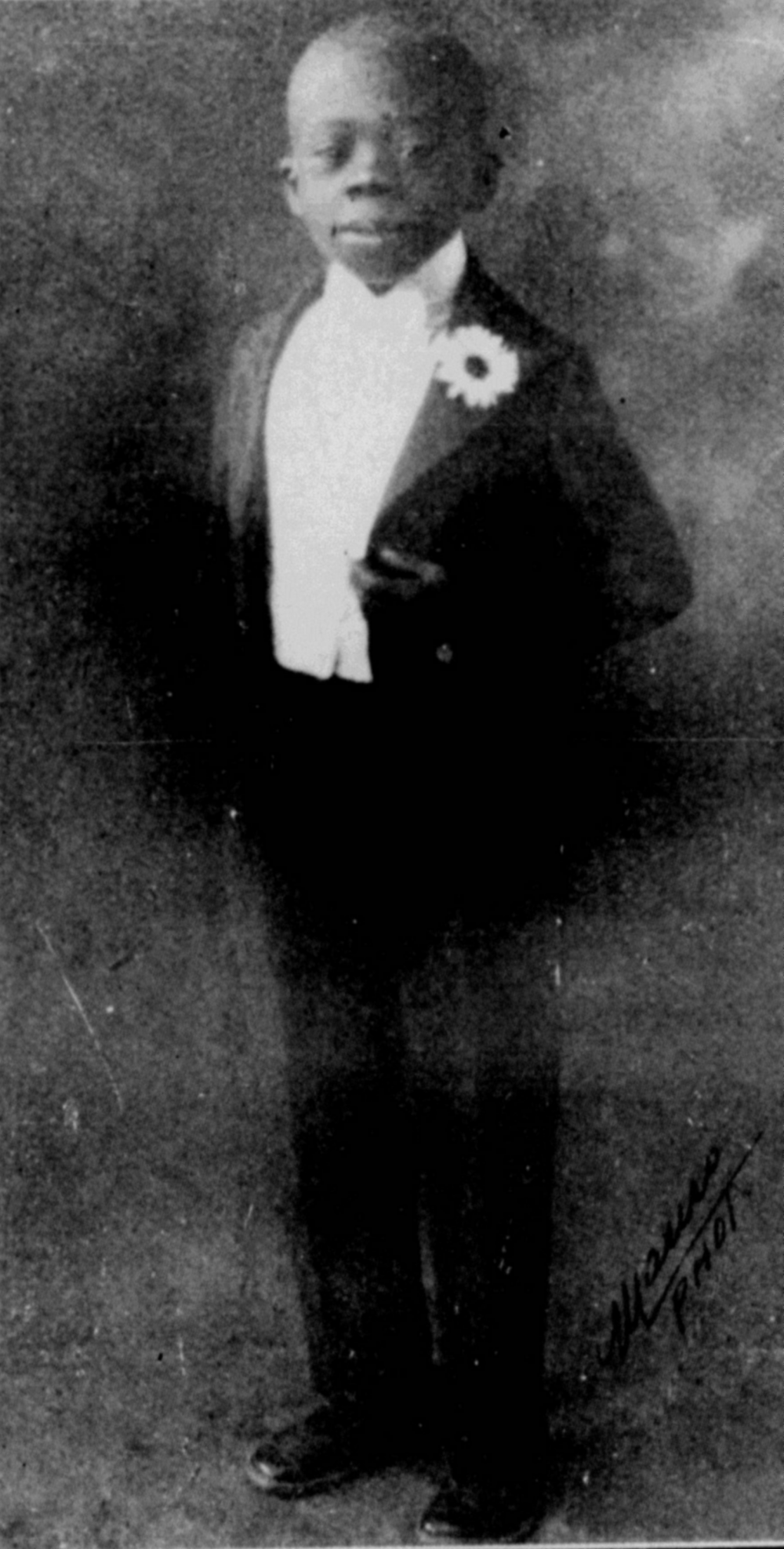
Grande Otelo, em 1927, na Companhia Negra de Revistas, um marco inicial em sua trajetória e na representatividade negra no teatro brasileiro.

Um momento crucial em sua formação inicial foi a participação, ainda criança, na Companhia Negra de Revistas em 1927. Fundada por Jayme Silva e pelo artista negro De Chocolat (João Batista de Siqueira), a companhia contava com Pixinguinha como maestro e diretor musical, e representava um espaço importante de afirmação e talento para artistas negros. Suas apresentações rapidamente chamaram a atenção, como evidenciado por uma crítica do Jornal do Commercio da época:
"Faz parte do elenco como número de grande attração o grande Othelo, um pequenino artista de seis annos de idade, que é um verdadeiro assombro. O pequeno grande artista canta em diversos idiomas, com uma verve e uma espontaneidade extraordinárias. Jornaes de São Paulo e de diversas cidades chamaram-lhe de o maior artista do idioma portuguez."

O apelido "Grande Otelo" surgiu nesse período, uma ironia à sua baixa estatura e uma referência ao personagem Otelo de William Shakespeare, possivelmente cunhado por Jardel Jércolis ou pelo próprio De Chocolat, e que o acompanharia por toda a vida. Após sucessivas fugas e passagens por diferentes tutores, incluindo a família do escritor Mário de Andrade por um breve período, onde teve contato com um ambiente intelectual e artístico efervescente, Sebastião foi finalmente adotado pela família do político Antonio de Queiroz. Sob a tutela dos Queiroz, Otelo teve a oportunidade de frequentar o Liceu Coração de Jesus, uma instituição de ensino tradicional em São Paulo, onde cursou até a terceira série ginasial. Mesmo com a oportunidade de uma educação formal, sua vocação artística pulsava mais forte, e o teatro continuaria a ser seu principal caminho.

### Décadas de 1930, 1940 e 1950: a consagração no teatro de revista e a chegada ao cinema
A década de 1930 marcou a profissionalização e ascensão de Grande Otelo no cenário teatral brasileiro, especialmente no teatro de revista, gênero popular que combinava música, humor, crítica social e números de variedades. Em 1932, integrou a prestigiosa Companhia de Jardel Jércolis, um dos grandes nomes do teatro de revista da época. Foi ali que seu talento cômico e musical começou a brilhar intensamente. Destacou-se, por exemplo, na revista "No Tabuleiro da Baiana", onde seus duetos com a cantora de sambas e marchas Déo Maia (pseudônimo de Deolinda Bernardo dos Santos) eram aclamados pelo público.
Sua versatilidade o levou a participar de diversas produções de sucesso. Em 1936, atuou na revista "Pacificação", de Ary Barroso e Carlos Bittencourt, com a "Companhia de Revistas e Operetas Margarida Max e Mesquitinha". Neste espetáculo, dividiu o palco com artistas renomados como o tenor russo Marcel Klass, o fadista Joaquim Pimentel, o dançarino excêntrico Da Ferreyra, e os próprios cabeças de companhia, Margarida Max e Mesquitinha.
Em 1938, um novo marco em sua carreira e na história do teatro negro brasileiro: Grande Otelo integrou a nova "Companhia Negra de Operetas e Revistas", novamente em parceria com De Chocolat. O espetáculo de estreia, "Algemas Quebradas", foi um sucesso retumbante, contando com um elenco majoritariamente negro que incluía os atores Apolo Correia e De Carambola, o cantor Moacyr do Nascimento, as cantoras Aída Santos e Índia do Brasil, e a atriz Celeste Aída. A peça foi amplamente elogiada pela crítica e pelo público, destacando-se como uma iniciativa bem-sucedida e de grande importância para a valorização dos artistas negros no teatro brasileiro.
O ano de 1939 trouxe um encontro internacional de grande repercussão: Grande Otelo assinou contrato com o glamouroso Cassino da Urca, no Rio de Janeiro, para uma série de apresentações ao lado da lendária dançarina e cantora Josephine Baker, que estava em turnê pelo Brasil. A parceria foi um sucesso e elevou ainda mais o prestígio de Otelo.

Em 1950, no auge de sua popularidade no teatro e cinema.

Paralelamente ao sucesso nos palcos, o cinema começava a acenar para Grande Otelo. Sua estreia nas telas ocorreu em Noites Cariocas (1935), dirigido por Enrique Telémaco Susini. No entanto, foi na década de 1940 que sua carreira cinematográfica deslanchou, especialmente com o advento das chanchadas, produções da Atlântida Cinematográfica que se tornaram um fenômeno de bilheteria. A parceria com Oscarito (Oscar Lorenzo Jacinto de la Inmaculada Concepción Teresa Diaz) formou uma das duplas cômicas mais emblemáticas e queridas do cinema brasileiro. Filmes como Carnaval no Fogo (1949), Aviso aos Navegantes (1950) e Matar ou Correr (1954) arrastavam multidões aos cinemas, consagrando Otelo como um ícone popular. A química entre o "negro baixinho e ágil" (Otelo) e o "branco alto e desajeitado" (Oscarito) era infalível, explorando contrastes físicos e de personalidade que geravam um humor contagiante e, por vezes, com nuances de crítica social.
Em 1942, Grande Otelo teve uma experiência internacional marcante ao participar das filmagens do projeto inacabado It's All True, do renomado cineasta norte-americano Orson Welles. Welles ficou profundamente impressionado com o talento de Otelo, chegando a considerá-lo o maior ator brasileiro. Embora o filme não tenha sido concluído como originalmente planejado, a experiência e o reconhecimento de Welles foram significativos para a carreira e a autoestima de Otelo.
Em 1950, o ator estava no auge de sua popularidade, reverenciado pelo público e pela crítica. Um comentário na revista O Cruzeiro dimensionava sua importância no mundo artístico:
"Grande Otelo é, na verdade, um artista de grande público - e bem merece esse favor das plateias. Com números novos ou números velhos, encontra sempre elementos pessoais para agradar, seja na mímica, que é variadíssima e expressiva, seja na enunciação de seus monólogos, com efeitos vocais bem dosados e eficientes. Além de tudo, possui uma irradiante simpatia que representa, para todo artista, uma qualidade inestimável".
Além de Oscarito, Otelo formou outras parcerias cômicas de sucesso no cinema, como com Ankito. No final da década de 1950, Grande Otelo também formou uma notável dupla em espetáculos musicais e no cinema com Vera Regina, uma talentosa atriz e cantora negra, alta e elegante, que evocava a figura de Josephine Baker. Juntos, estrelaram filmes como Pé na Tábua (1958) e Mulheres à Vista (1959), além de espetáculos teatrais que excursionaram pelo Brasil.

Com Vera Regina, com quem formou uma parceria de sucesso no final dos anos 1950, em foto do Arquivo Nacional.

### Décadas de 1960 a 1990: versatilidade, "Macunaíma" e a consagração definitiva
Com o declínio das chanchadas no final dos anos 1950 e o fim da parceria com Vera Regina, Grande Otelo atravessou um período de relativa instabilidade profissional. No entanto, seu talento era resiliente e sua capacidade de se reinventar o trouxe de volta aos holofotes. A década de 1960 marcou uma transição em sua carreira, com participações em filmes do Cinema Novo, como Assalto ao Trem Pagador (1962), de Roberto Farias, onde interpretou o personagem Cachaça, demonstrando sua força também em papéis dramáticos.
O ponto de virada e um dos maiores triunfos de sua carreira veio em 1969, com sua monumental interpretação do personagem-título em Macunaíma, dirigido por Joaquim Pedro de Andrade e baseado na rapsódia homônima de Mário de Andrade. Otelo deu vida ao "herói sem nenhum caráter" em sua fase adulta negra (o personagem era interpretado por Paulo José em sua fase branca), numa atuação antológica que lhe rendeu aclamação da crítica e diversos prêmios, incluindo o Troféu Candango de Melhor Ator no Festival de Brasília. Macunaíma não apenas revitalizou a carreira de Otelo, mas também se tornou um marco do cinema brasileiro, com sua linguagem alegórica e crítica à identidade nacional.
A partir da década de 1960, Otelo também se tornou uma figura constante e querida na televisão brasileira, sendo contratado pela TV Globo. Atuou em diversas telenovelas de grande sucesso, como Uma Rosa com Amor (1972), onde interpretou o carismático Pimpinoni, e Sinhá Moça (1986), no papel de Justo. Sua presença na televisão ampliou ainda mais seu alcance popular, levando seu talento a milhões de lares brasileiros.
Em 1974, estrelou ao lado da cantora e compositora Miriam Batucada o exitoso espetáculo "Samba, coisa e tal", produzido por Haroldo Costa, que celebrava o samba e a cultura afro-brasileira, reafirmando suas raízes musicais e sua importância como intérprete.
Sua reputação internacional continuou a crescer, e em 1981 (lançado em 1982), participou do filme Fitzcarraldo, do aclamado diretor alemão Werner Herzog, filmado na Amazônia. Embora seu papel como funcionário da estação fosse pequeno, a participação em uma produção de tamanha envergadura demonstrava o respeito que seu nome impunha no cenário cinematográfico mundial.
No início da década de 1990, retornou ao humor popular participando da Escolinha do Professor Raimundo, liderada por Chico Anysio, onde interpretava o personagem Seu Eustáquio, um aluno divertido e um tanto ingênuo, que rapidamente caiu nas graças do público. Seu último trabalho na televisão foi uma participação especial na telenovela Renascer (1993), de Benedito Ruy Barbosa, interpretando Seu Francisco, pai da personagem Ritinha (interpretada por Isabel Fillardis). Esta atuação, embora breve, foi carregada de emoção e marcou sua despedida das telas.
Ao longo de sua carreira, Grande Otelo demonstrou uma extraordinária capacidade de transitar entre a comédia escrachada e o drama profundo, entre o teatro popular e o cinema de autor, entre a música e a interpretação. Sua contribuição para as artes cênicas brasileiras é imensurável, e sua figura permanece como um símbolo de talento, perseverança e da riqueza da cultura afro-brasileira.

## Vida pessoal
A vida pessoal de Grande Otelo foi marcada por momentos de grande alegria e sucesso, mas também por profundas tragédias e dificuldades. Sua infância, como mencionado, foi difícil, com a perda do pai e o alcoolismo da mãe. Essas experiências moldaram um homem de grande sensibilidade, mas também vulnerável a períodos de melancolia.
Em 1941, casou-se com Lúcia Maria Pinheiro, com quem já vivia e que era mãe de seu enteado Elmar, apelidado de "Chuvisco", a quem Otelo tinha grande afeição e considerava como filho. Esta união teve um desfecho trágico e doloroso. Em novembro de 1949, Lúcia, em um ato de desespero cujas causas exatas permanecem objeto de especulação (relatos da época mencionam ciúmes e problemas emocionais), atirou no pequeno Elmar, então com seis anos, matando-o, e em seguida cometeu suicídio. O episódio abalou profundamente o ator, que mergulhou em uma severa depressão.
Anos depois, em 1954, Otelo casou-se com Olga Vasconcellos de Souza, com quem teve um relacionamento duradouro de vinte anos e quatro filhos. Seu último casamento foi com a dançarina francesa Joséphine Hélène (registrada como Josephine Hélène Alessidis), em 1974, uma união que durou treze anos, até 1987.
Grande Otelo teve quatro filhos. Um deles, José Prata, conhecido como "Pratinha", seguiu os passos do pai e iniciou carreira artística aos 14 anos. Pratinha atuou na versão de 1986 da novela Sinhá Moça (interpretando Bentinho), participou do seriado As Aventuras do Tio Maneco da TVE e de peças teatrais como "O Pagador de Promessas" e “A Turma do Pererê”. Contudo, posteriormente, afastou-se da carreira artística; em meados da década de 2010, foi noticiado que trabalhava com conserto de celulares. Outro filho de Otelo, o também ator Carlos Sebastião Vasconcelos Prata (13/08/1955-20/08/2025), conhecido como Grande Otelo Filho e fruto do casamento com Olga, enfrentou dificuldades e, na mesma época, foi reportado como morador de rua, evidenciando as complexidades e desafios enfrentados pela família do ator mesmo após sua morte.
Apesar das adversidades pessoais, Grande Otelo sempre demonstrou uma imensa generosidade e um profundo amor pela arte e pelo público, características que o tornaram uma figura tão querida e admirada.

## Estilo artístico e técnica
Grande Otelo possuía um estilo artístico singular, marcado por uma expressividade corporal e facial notáveis, um timing cômico impecável e uma surpreendente capacidade de transitar entre o humor mais popular e a densidade dramática. Sua baixa estatura contrastava com sua enorme presença cênica, dominando o palco e a tela com uma energia contagiante.
No campo da comédia, especialmente nas chanchadas e no teatro de revista, Otelo era mestre na arte da improvisação e na criação de tipos cômicos instantaneamente reconhecíveis e amados pelo público. Sua mímica era rica e precisa, e sua voz, embora não classicamente impostada, era utilizada com grande versatilidade, explorando diferentes tons e inflexões para construir seus personagens. A parceria com Oscarito, por exemplo, baseava-se em um jogo cênico de contrastes e complementariedades, onde a agilidade e a malandragem ingênua de Otelo contrapunham-se à galhofa e às trapalhadas de Oscarito, criando uma dinâmica que se tornou clássica no humor brasileiro.
Contudo, reduzir Grande Otelo apenas ao rótulo de comediante seria um equívoco. Sua atuação em Macunaíma é um testemunho de sua profundidade dramática e de sua capacidade de encarnar personagens complexos e multifacetados. Neste filme, ele explorou as ambiguidades do "herói sem nenhum caráter" de Mário de Andrade, alternando entre a ingenuidade, a astúcia, a melancolia e a crítica social, numa performance que é considerada um dos pontos altos do cinema nacional. Críticos destacam sua habilidade em transmitir emoções complexas com sutileza, utilizando o olhar e pequenos gestos para comunicar mais do que as palavras.
Orson Welles, ao dirigi-lo em It's All True, teria ficado particularmente impressionado com sua naturalidade diante das câmeras e sua intuição artística, qualidades que o diferenciavam e o colocavam em um patamar de excelência internacional. Sua capacidade de adaptação a diferentes linguagens e diretores – desde o teatro de revista mais despojado, passando pelas chanchadas da Atlântida, o Cinema Novo, até produções internacionais – atesta sua versatilidade e inteligência cênica.
Além da atuação, Grande Otelo também se destacou como cantor e compositor, especialmente de sambas e marchas. Sua musicalidade era intrínseca à sua performance, e muitas de suas aparições no teatro e no cinema incluíam números musicais onde seu carisma e talento vocal vinham à tona.

## Representatividade e legado afro-brasileiro
A trajetória de Grande Otelo é indissociável da história da representatividade negra nas artes cênicas brasileiras. Em uma época em que o racismo estrutural impunha severas limitações e estereótipos aos artistas afrodescendentes, Otelo conseguiu não apenas romper barreiras, mas também alcançar um nível de estrelato e reconhecimento popular raramente visto para um ator negro no Brasil do século XX.
Sua participação na Companhia Negra de Revistas e, posteriormente, na "Companhia Negra de Operetas e Revistas" foram momentos importantes de afirmação da presença e do talento negro nos palcos. Essas iniciativas, embora enfrentando dificuldades, buscavam criar espaços para narrativas e performances que valorizassem a cultura afro-brasileira e oferecessem oportunidades para artistas negros em papéis de destaque.
No cinema, embora muitas vezes tenha interpretado papéis que, sob um olhar contemporâneo, podem ser vistos como reprodutores de certos estereótipos associados a personagens negros (o malandro, o subalterno), Grande Otelo infundia-lhes uma dignidade, uma humanidade e um brilho que transcendiam as limitações dos roteiros. Seu carisma e talento inegáveis conquistaram o público de todas as classes e cores, tornando-o uma figura amada nacionalmente. A própria parceria com Oscarito, um ator branco, em pé de igualdade cômica e de popularidade, era em si um fato notável para a época.
A aclamação por seu papel em Macunaíma também teve um significado especial. Interpretar um personagem tão central e complexo da literatura brasileira, em um filme de grande repercussão artística e crítica, consolidou sua imagem como um ator de primeira grandeza, para além de qualquer nicho ou estereótipo racial.
Grande Otelo tornou-se um símbolo de resistência e sucesso para a comunidade afro-brasileira, inspirando gerações de artistas que vieram depois dele. Sua capacidade de navegar e se destacar em um ambiente muitas vezes hostil, sem perder sua identidade e seu brilho, é parte fundamental de seu legado. Ele não apenas abriu portas, mas também demonstrou a excelência e a versatilidade do talento negro brasileiro, contribuindo para uma maior, embora ainda em construção, diversidade no panorama cultural do país.

## Carreira
A carreira de Grande Otelo foi vasta e diversificada, abrangendo cinema, televisão, teatro e música.

### No cinema
Grande Otelo participou de mais de uma centena de filmes, desde as primeiras produções sonoras do cinema brasileiro até obras contemporâneas, deixando um legado de personagens inesquecíveis.

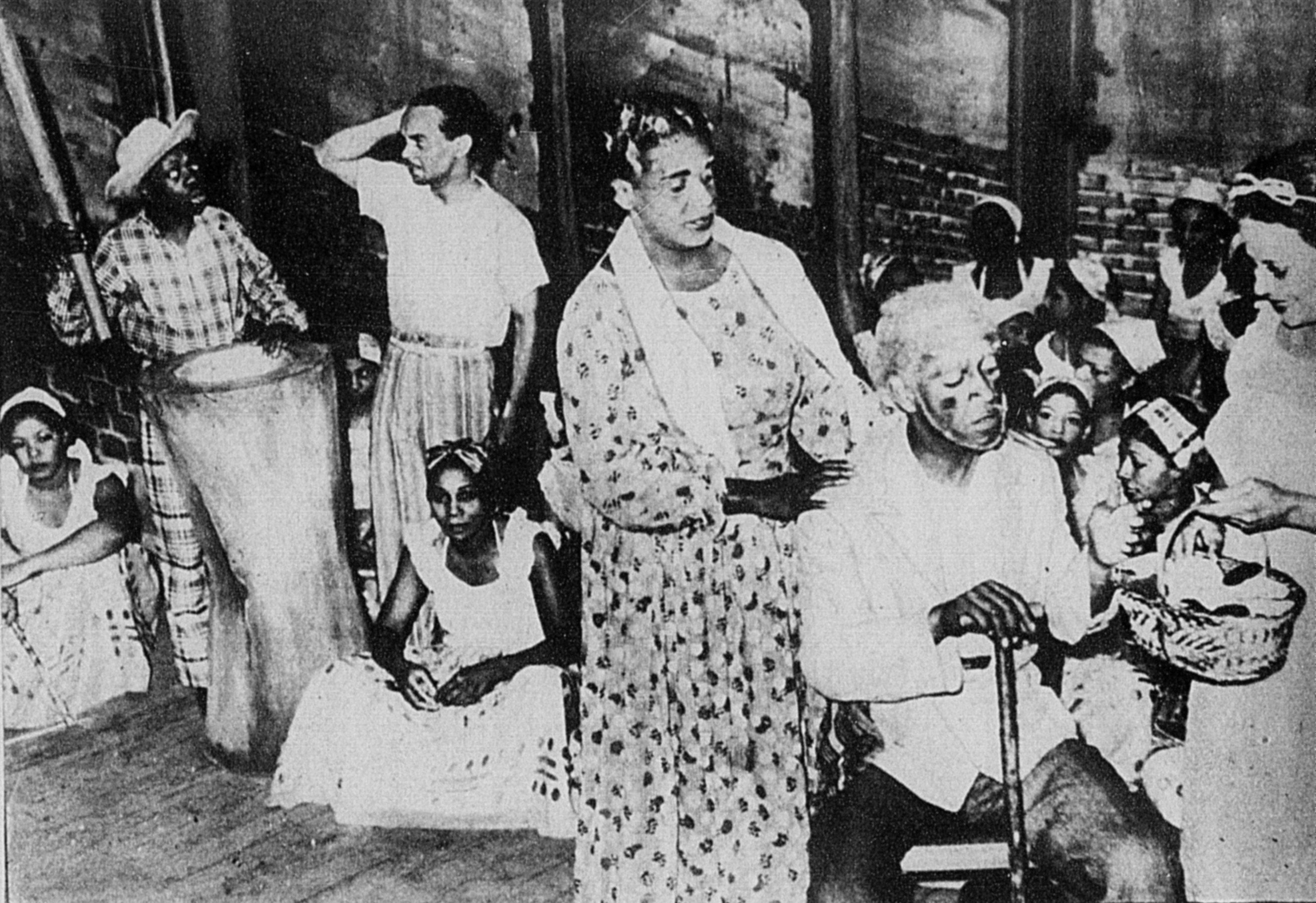
Grande Otelo (centro, de cartola) com parte do elenco da Companhia Negra de Operetas e Revistas na peça "Algemas Quebradas" (1938), um marco do teatro negro brasileiro.

Bibi Ferreira e Grande Otelo em 1960, dois gigantes da cena brasileira juntos.

| Ano  | Título                                                             | Personagem                           | Notas                                  |
| ---- | ------------------------------------------------------------------ | ------------------------------------ | -------------------------------------- |
| 2007 | A Paz é Dourada (antes "Fronteiras : A Saga de Euclides da Cunha") | Abelão                               | Lançamento póstumo                     |
| 1997 | Tudo é Brasil                                                      | Ele mesmo                            | Documentário; Lançamento póstumo       |
| 1990 | Boca de Ouro                                                       | Preto velho                          |                                        |
| 1989 | Jardim de Alah                                                     | Alá                                  |                                        |
| 1988 | Natal da Portela                                                   | Seu Napoleão                         |                                        |
| 1987 | Jubiabá                                                            | Jubiabá                              |                                        |
| 1986 | Brasa Adormecida                                                   | Pai Serafim                          |                                        |
| 1986 | Nem Tudo É Verdade                                                 | —                                    |                                        |
| 1985 | Running Out of Luck                                                | Homem na estrada                     | Coprodução Brasil/EUA, com Mick Jagger |
| 1984 | Quilombo                                                           | Babá Excepto                         |                                        |
| 1984 | Exu-Piá, Coração de Macunaíma                                      | Macunaíma                            |                                        |
| 1983 | Parahyba, Mulher Macho                                             | —                                    |                                        |
| 1982 | Fitzcarraldo                                                       | Funcionário da Estação               | Coprodução Alemanha/Peru               |
| 1981 | O Homem do Pau-Brasil                                              | Príncipe Tourvalou de Blesi          |                                        |
| 1980 | Asa Branca                                                         | Divino                               |                                        |
| 1978 | A Noite dos Duros                                                  | Bides                                |                                        |
| 1978 | As Aventuras de Robinson Crusoé                                    | Sexta-feira                          |                                        |
| 1978 | Agonia                                                             | Sinhô                                |                                        |
| 1978 | A Noiva da Cidade                                                  | Líbero                               |                                        |
| 1977 | Saltimbancos                                                       | —                                    |                                        |
| 1977 | Ladrões de Cinema                                                  | Ruy Zebra                            |                                        |
| 1977 | Lúcio Flávio, o Passageiro da Agonia                               | Dondinho                             |                                        |
| 1977 | A Força de Xangô                                                   | Beicinho                             |                                        |
| 1977 | Ouro Sangrento (Tenda dos Prazeres)                                | —                                    |                                        |
| 1976 | Carioca Tigre                                                      | Homero                               |                                        |
| 1976 | Tem Alguém na Minha Cama                                           | Teodoro                              |                                        |
| 1976 | Os Pastores da Noite                                               | Artur                                |                                        |
| 1975 | Aventuras d'um Detetive Português                                  | Souza                                |                                        |
| 1975 | Deixa Amorzinho… Deixa                                             | —                                    |                                        |
| 1975 | Assim Era a Atlântida                                              | Ele mesmo                            | Documentário                           |
| 1975 | O Flagrante                                                        | —                                    |                                        |
| 1975 | Ladrão de Bagdá, O Magnífico                                       | Gênio dos Sete Ventos                |                                        |
| 1974 | A Estrela Sobe                                                     | Porto Alegre                         |                                        |
| 1974 | A Transa do Turf                                                   | Escovador                            |                                        |
| 1973 | O Negrinho do Pastoreio                                            | Negrinho do Pastoreio                |                                        |
| 1973 | O Rei do Baralho                                                   | Rei do Baralho                       |                                        |
| 1972 | Cassy Jones, o Magnífico Sedutor                                   | Porteiro                             |                                        |
| 1971 | O Barão Otelo no Barato dos Bilhões                                | Barão Otelo de Cafundó / Sillas      |                                        |
| 1970 | O Donzelo                                                          | Taxista                              |                                        |
| 1970 | A Família do Barulho                                               | —                                    |                                        |
| 1970 | Se Meu Dólar Falasse                                               | Tisiu                                |                                        |
| 1970 | Os Herdeiros                                                       | Américo                              |                                        |
| 1969 | Macunaíma                                                          | Macunaíma negro / Filho de Macunaíma |                                        |
| 1969 | Não Aperta, Aparício                                               | Tonico                               |                                        |
| 1969 | L'alibi                                                            | Tranviere (condutor de bonde)        | Coprodução Itália/Brasil               |
| 1969 | A Doce Mulher Amada                                                | Léo                                  |                                        |
| 1969 | Em Ritmo Jovem                                                     | Eusébio                              |                                        |
| 1969 | Por Um Amor Distante                                               | —                                    |                                        |
| 1968 | Enfim Sós.... Com o Outro                                          | Anael                                |                                        |
| 1968 | Massacre no Supermercado                                           | Zé Gatinho                           |                                        |
| 1968 | Os Marginais                                                       | Couve flor (segmento "Papo Amarelo") |                                        |
| 1967 | Una rosa per tutti (Uma Rosa para Todos)                           | Zé Amaro                             | Coprodução Itália/Brasil               |
| 1966 | Samba                                                              | Freitas                              | Coprodução Brasil/Argentina            |
| 1965 | Arrastão                                                           | Focinho                              |                                        |
| 1964 | Crônica da Cidade Amada                                            | (segmento "Um Pobre Morreu")         |                                        |
| 1963 | O Homem que Roubou a Copa do Mundo                                 | —                                    |                                        |
| 1962 | Assalto ao Trem Pagador                                            | Cachaça                              |                                        |
| 1962 | Os Cosmonautas                                                     | Zenóbio                              |                                        |
| 1962 | Quero essa Mulher Assim Mesmo                                      | —                                    |                                        |
| 1961 | O Dono da Bola                                                     | Ele mesmo                            |                                        |
| 1961 | Os Três Cangaceiros                                                | Mundico                              |                                        |
| 1960 | Pistoleiro Bossa Nova                                              | Pixinxa                              |                                        |
| 1960 | Vai que É Mole                                                     | Brancura                             |                                        |
| 1960 | Um Candango na Belacap                                             | Emanuel Davis Júnior                 |                                        |
| 1960 | Entrei de Gaiato                                                   | Apresentador do show do hotel        |                                        |
| 1959 | Mulheres à Vista                                                   | Josafá                               |                                        |
| 1959 | Garota Enxuta                                                      | Otelo                                |                                        |
| 1958 | Pé na Tábua                                                        | Cabeleira                            |                                        |
| 1958 | E o Bicho não Deu                                                  | Jujuba                               |                                        |
| 1958 | É de Chuá!                                                         | Laurindo                             |                                        |
| 1958 | Mulher de Fogo                                                     | —                                    |                                        |
| 1957 | A Baronesa Transviada                                              | Benedito                             |                                        |
| 1957 | Metido a Bacana                                                    | Coalhada                             |                                        |
| 1957 | De Pernas pro Ar                                                   | Faísca                               |                                        |
| 1957 | Com Jeito Vai                                                      | Feijão                               |                                        |
| 1957 | Rio Zona Norte                                                     | Espírito da Luz                      |                                        |
| 1957 | Brasiliana                                                         | —                                    |                                        |
| 1956 | Depois Eu Conto                                                    | Veludo                               |                                        |
| 1955 | Conchita und der Ingenieur (Conchita e o Engenheiro)               | —                                    | Coprodução Alemanha Ocidental/Brasil   |
| 1954 | Malandros em Quarta Dimensão                                       | Malandro                             |                                        |
| 1954 | Matar ou Correr                                                    | Cisco Kada                           |                                        |
| 1953 | Dupla do Barulho                                                   | Tião                                 |                                        |
| 1953 | Amei um Bicheiro                                                   | Passarinho                           |                                        |
| 1952 | Três Vagabundos                                                    | Rapadura                             |                                        |
| 1952 | Carnaval Atlântida                                                 | Assistente de Cecéu                  |                                        |
| 1952 | Barnabé, Tu És Meu                                                 | Abdula                               |                                        |
| 1950 | Aviso aos Navegantes                                               | Azulão                               |                                        |
| 1950 | Não É Nada Disso                                                   | —                                    |                                        |
| 1949 | Um Caçula do Barulho                                               | —                                    |                                        |
| 1949 | Também Somos Irmãos                                                | Miro (Argemiro)                      |                                        |
| 1949 | Carnaval no Fogo                                                   | Empregado do Hotel                   |                                        |
| 1948 | Terra Violenta                                                     | Bugre (não creditado)                |                                        |
| 1948 | É Com Este Que Eu Vou                                              | Lamparina                            |                                        |
| 1948 | ...E o Mundo se Diverte                                            | Zelador do teatro                    |                                        |
| 1947 | Luz dos Meus Olhos                                                 | Guia de Roberto                      |                                        |
| 1947 | Este Mundo É um Pandeiro                                           | —                                    |                                        |
| 1946 | Segura Esta Mulher                                                 | Detetive Olho vivo                   |                                        |
| 1946 | Fantasma por Acaso                                                 | —                                    |                                        |
| 1945 | Gol da Vitória (O Goal da Vitória)                                 | Laurindo                             |                                        |
| 1945 | Não Adianta Chorar                                                 | —                                    |                                        |
| 1944 | Tristezas não Pagam Dívidas                                        | Dono da gafieira                     |                                        |
| 1944 | Romance Proibido                                                   | Molecote                             |                                        |
| 1944 | Berlim da Batucada                                                 | Empregado da pensão                  |                                        |
| 1943 | Caminho do Céu                                                     | Molecote                             |                                        |
| 1943 | Moleque Tião                                                       | Tião / Sebastião                     |                                        |
| 1943 | Samba em Berlim                                                    | Empregado                            |                                        |
| 1943 | Astros em Desfile                                                  |                                      |                                        |
| 1942 | It's All True                                                      | (inacabado)                          |                                        |
| 1941 | Sedução do Garimpo                                                 | Empregado da tendinha                |                                        |
| 1941 | Entra na Farra                                                     | —                                    |                                        |
| 1941 | Céu Azul                                                           | Chocolate                            |                                        |
| 1940 | Laranja da China                                                   | Boneco de Piche                      |                                        |
| 1940 | Pega Ladrão                                                        | —                                    |                                        |
| 1939 | Onde Estás Felicidade?                                             | Sebastião                            |                                        |
| 1938 | Futebol em Família                                                 | Gibi                                 |                                        |
| 1937 | João Ninguém                                                       | —                                    |                                        |
| 1935 | Noites Cariocas                                                    | Menestrel (não creditado)            |                                        |

### Na televisão
Na televisão, Grande Otelo marcou presença em telenovelas, programas de humor e especiais, conquistando diferentes gerações de espectadores.
| Ano       | Título                            | Personagem                     | Notas                                | Emissora |
| --------- | --------------------------------- | ------------------------------ | ------------------------------------ | -------- |
| 1960      | Gabriela, Cravo e Canela          | Tuísca                         | Telenovela                           | TV Tupi  |
| 1965      | Bairro Feliz                      | Sambista                       | Programa musical e de variedades     | TV Globo |
| 1966-1967 | Riso Sinal Aberto                 | Vários personagens             | Programa humorístico                 | TV Globo |
| 1968      | Porque Hoje é Sábado              | Apresentador                   | Programa de auditório                | TV Globo |
| 1971      | Linguinha (Linguinha vs. Dr. Yes) | Cassius Ali                    | Telenovela                           | TV Globo |
| 1971      | Caso Especial                     | —                              | Episódio: "Meus Filhos"              | TV Globo |
| 1971      | Bandeira 2                        | Zé Catimba                     | Telenovela                           | TV Globo |
| 1971-1992 | Clipe de Fim de Ano               | Ele Mesmo                      | Mensagem de fim de ano               | TV Globo |
| 1972      | Uma Rosa com Amor                 | Asdrúbal Pimenta (Pimpinoni)   | Telenovela                           | TV Globo |
| 1972      | Shazan, Xerife e Cia.             | Jean-Piérre                    | Episódio: "S.O.S Rádio Jururu"       | TV Globo |
| 1973      | Os Ossos do Barão                 | Bêbado                         | Participação Especial                | TV Globo |
| 1974      | Caso Especial                     | —                              | Episódio: "O Professor Vai Embora"   | TV Globo |
| 1975      | Bravo!                            | Malaquias                      | Telenovela                           | TV Globo |
| 1976      | Caso Especial                     | Trompetista                    | Episódio: "Quem Era Shirley Temple?" | TV Globo |
| 1978      | Maria, Maria                      | Preto Maravilha                | Telenovela                           | TV Globo |
| 1979      | Feijão Maravilha                  | Benevides (Seu Benê)           | Telenovela                           | TV Globo |
| 1980      | Água Viva                         | Canivete                       | Telenovela                           | TV Globo |
| 1980      | Sítio do Picapau Amarelo          | Gunga Dim                      | Episódio: "A Santa do Pau Oco"       | TV Globo |
| 1981      | Obrigado, Doutor                  | Dico                           | Episódio: "Emergência"               | TV Globo |
| 1982-1987 | Chico Anysio Show                 | Eustáquio / Vários Personagens | Programa humorístico                 | TV Globo |
| 1985      | A Gata Comeu                      | Ele mesmo                      | Participação Especial                | TV Globo |
| 1986      | Sinhá Moça                        | Justo                          | Telenovela                           | TV Globo |
| 1987      | Mandala                           | Jonas Caetano                  | Telenovela                           | TV Globo |
| 1989      | República                         | Patápio dos Prazeres           | Minissérie                           | TV Globo |
| 1990-1993 | Escolinha do Professor Raimundo   | Seu Eustáquio Jetelgy          | Programa humorístico                 | TV Globo |
| 1991      | Estados Anysios de Chico City     | Vários Personagens             | Programa humorístico                 | TV Globo |
| 1993      | Renascer                          | Seu Francisco (pai de Ritinha) | Telenovela (Participação Especial)   | TV Globo |

## Principais prêmios e indicações
Grande Otelo foi amplamente reconhecido por seu talento, recebendo diversos prêmios ao longo de sua carreira.
Prêmio Air France de Cinema
- Recebeu o Prêmio Air France em 1969, na categoria de Melhor Ator, por sua atuação em Macunaíma.[29]

Festival de Brasília do Cinema Brasileiro
- Recebeu o Troféu Candango em 1969, na categoria de Melhor Ator, por Macunaíma.[29]

Instituto Nacional de Cinema (INC)
- Recebeu o prêmio Coruja de Ouro em 1969, na categoria de Melhor Ator, por Macunaíma.[29]

Festival de Gramado
- Recebeu o Troféu Oscarito em 1990, pelo conjunto de sua obra e contribuição ao cinema brasileiro.[47]

Outras honrarias
- Em 1987, recebeu a Medalha da Ordem do Mérito Cultural, na classe Comendador, concedida pelo Ministério da Cultura do Brasil, em reconhecimento à sua significativa contribuição para a cultura brasileira.[48] (Esta honraria é indicada pela sigla OMC ao lado de seu nome no infobox e no início do artigo).

## Morte
Grande Otelo faleceu em 26 de novembro de 1993, aos 78 anos, vítima de um infarto fulminante. A fatalidade ocorreu logo após seu desembarque no Aeroporto de Paris-Charles de Gaulle, em Roissy-en-France, França. Ele viajava para a cidade de Nantes, onde seria homenageado no prestigioso Festival dos Três Continentes em um painel dedicado à "negritude no cinema". Sua morte repentina, às vésperas de mais um reconhecimento internacional, causou grande comoção no Brasil e no meio artístico. Seu corpo foi transladado para o Brasil e sepultado no Cemitério São Pedro, em Uberlândia, sua cidade natal, onde recebeu as últimas homenagens de fãs, amigos e familiares.

## Legado e Influência Cultural

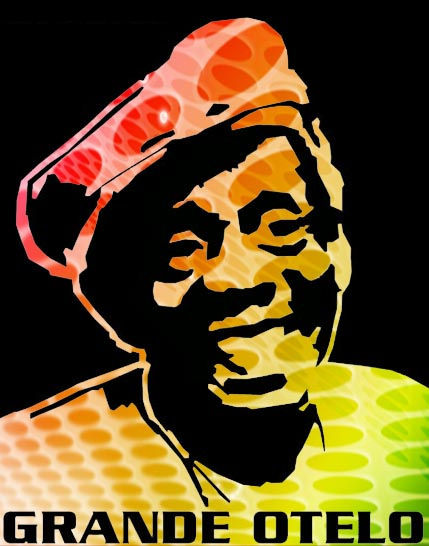
Arte em homenagem a Grande Otelo, um ícone da cultura brasileira que transcendeu gerações com seu talento multifacetado.

O legado de Grande Otelo para a cultura brasileira é vasto e multifacetado. Mais do que um ator ou comediante, ele foi um cronista de seu tempo, um artista que soube traduzir as alegrias, as tristezas e as contradições da alma brasileira através de suas inúmeras performances no teatro, no cinema e na televisão.

### Acervo Grande Otelo
Uma parte significativa da memória e da obra de Grande Otelo está preservada no Acervo Grande Otelo. Este valioso conjunto documental foi oficialmente recebido pela Fundação Nacional da Arte (FUNARTE) em dezembro de 2007. Antes disso, o material permaneceu por vários anos em um apartamento no bairro da Tijuca, Rio de Janeiro, acondicionado em caixas de papelão.
A descoberta e organização deste acervo revelaram um tesouro: manuscritos, incluindo rascunhos de uma autobiografia; livros de autoria do ator e exemplares com dedicatórias de amigos e personalidades proeminentes da cultura brasileira; letras de músicas compostas por ele e em parceria; discos em vinil e fitas cassete com os mais variados conteúdos (entrevistas, músicas e programas apresentados pelo artista); inúmeros prêmios e homenagens (troféus, placas, diplomas e certificados) recebidos ao longo de sua brilhante carreira; roteiros de cinema, TV, teatro, rádio e shows; partituras; correspondências pessoais e profissionais; livros sobre sua obra e sobre teatro/cinema; monografias; poemas; um vasto arquivo fotográfico pessoal e de cena; obras de arte e uma extensa coleção de recortes de jornais e revistas que documentam sua trajetória e a recepção de seu trabalho.
A Fundação Grande Otelo (FGO) é a instituição detentora dos direitos sobre o nome, imagem, obra e acervo do ator, após doação legal realizada por seus herdeiros.
O meticuloso trabalho de restauração, higienização, catalogação e digitalização do material foi iniciado em 2004 pela produtora carioca Sarau Agência de Cultura Brasileira. Este acervo foi a espinha dorsal para o conteúdo do "Projeto 90 anos de Grande Otelo", idealizado pela mesma produtora, que resultou na publicação da biografia definitiva do artista, escrita pelo jornalista e escritor Sérgio Cabral (Grande Otelo: Uma Biografia), além da criação de um website, um documentário e um espetáculo teatral em sua homenagem. Após a conclusão do projeto, o acervo, devidamente tratado e organizado, foi oficialmente entregue à Funarte em 17 de dezembro de 2007, tornando-se acessível ao público para consulta física a partir de fevereiro de 2008, garantindo a preservação e a disseminação de sua memória para futuras gerações.

### Influência cultural e homenagens
Grande Otelo é consistentemente citado como um dos mais importantes e influentes artistas brasileiros. Sua capacidade de transitar entre diferentes gêneros e mídias, seu carisma popular e sua importância como pioneiro afro-brasileiro nas artes cênicas deixaram uma marca indelével. Ele influenciou inúmeros atores, comediantes e artistas, e seu trabalho continua a ser estudado e celebrado. Diversas instituições culturais, ruas e prêmios levam seu nome em homenagem à sua contribuição. Sua figura é frequentemente revisitada em documentários, exposições e estudos acadêmicos que buscam compreender a riqueza de sua arte e o impacto de sua trajetória na sociedade brasileira.